# Bataille d'Andros (1696)
Pour les articles homonymes, voir Bataille d'Andros.
 (février 2023).
Grande guerre turque et Guerre de Morée
La bataille d'Andros est une bataille navale ayant eu lieu le 22 août 1696 au Sud-Est de l'île grecque Andros. Elle oppose la flotte vénitienne dirigée par Bartolomeo Contarini et la flotte ottomane dirigée par Mezzomorto Hussein Pacha. La bataille s’avère indécise, et aucun navire n'est perdue au cours de celle-ci[source insuffisante].

## Contexte
Contarini, avec 22 voiliers, quitte Porto Poro le 28 juillet et arrive à Port Gavrion, sur la côte ouest d'Andros, le 3 août, tandis qu'une force de galères, sous les ordres d'Alessandro Molin, se rend à Kekhrios, en Grèce continentale, prête à attaquer Thèbes.
Le 6 août 1696, la flotte musulmane composée de 20 navires ottomans et de 15 navires barbaresques est aperçue au nord d'Andros. Elle a navigué jusqu'à Gavrion et a essayé de provoquer Contarini, mais le vent était contraire, et Contarini avait l'ordre de ne pas s'engager à moins d'avoir la bonne météo, et même après que les Ottomans aient envoyé des galiotes et débarqué des troupes, il n'a fait qu'envoyer une petite embarcation pour les repousser. Les Ottomans sont partis et ont jeté l'ancre à l'ouest. Pendant dix jours, il ne se passe rien, si ce n'est qu'un navire marchand français entrant dans le port se fait tirer dessus par les Vénitiens, qui le prennent pour un brûlot.

## Bataille
Le 20 août 1696, le vent du nord tombe et à 17 h, la flotte ottomane apparaît à nouveau au large de la ville et ouvre le feu, sans grand résultat, avant de encalminé au Sud pendant la nuit. Le 21 août 1696, le vent souffle à nouveau du Nord et Contarini, voyant sa chance, prit la mer, mais le vent tomba vers 12 h et il se dirigea vers l'extrémité sud-est d'Andros avec le peu de vent qu'il y avait, où il fut rejoint par la force des galères qui venait d'arriver de l'ouest, tôt le 22 août 1696. Un léger vent d'Est donna une autre chance à Contarini et il navigue vers l'Ouest, les galères remorquant les voiliers, vers l'extrémité sud des Ottomans, qui étaient disposés vaguement en ligne ottomane à l'est et en ligne barbaresque à l'ouest, mais principalement en formation de groupe, et tourne vers le nord, arrivant à côté d'eux avec ses sept premiers navires (Tigre, Rosa, San Andrea, San Lorenzo Giustinian (pavillon), San Domenico, Fede Guerriera et San Sebastiano) et attaquant vers 12 h.
Vers 14 h, les navires à rames se détachent et forment une ligne de front au sud des Ottomans. Les voiliers des deux camps se mettent plus ou moins en ligne et la flotte ottomane s'éloigne progressivement. À 16 h, le vent tombe et les galères vénitiennes, qui avaient coupé la ligne, réapparaissent alors et attaquent les Ottomans en ligne de front. Les Turcs se sont retirés après environ deux heures, se dirigeant finalement vers le Sud, près de l'île de Syros, tandis que les Vénitiens ont fini par rentrer à Port Gavrion. Jusqu'au 1er décembre, les Vénitiens naviguent à la recherche de la flotte ottomane, lorsqu'ils ont appris qu'elle était rentrée dans les Dardanelles presque un mois plus tôt.
Les pertes chrétiennes s'élèvent à 56 morts et 125 blessés dans les voiliers et à environ 19 pertes dans les navires à rames.